# Sätertjärnen, Dalarna
Sätertjärnen är en sjö i Malung-Sälens kommun i Dalarna och ingår i Dalälvens huvudavrinningsområde.